# ムスメベラ
ムスメベラ（娘倍良、学名 Coris musume）は、スズキ目・ベラ科・カンムリベラ亜科に属する魚の一種。白地に黒帯の特徴的な体色を持つ。

## 形態
体長は10-25cmほど。背と腹は白いが、体側面には目を通って尾鰭（おびれ）まで黒の一本線が走り、腹側は櫛歯に似たぎざぎざの縁となっているため，英語でcombfish（櫛の魚）と呼ばれる。背鰭（せびれ）の付け根にも黒色のラインが入っており、頭は赤い。

## 分布・生態
日本から台湾までの温帯域に分布している。従来はオーストラリアやニュージーランドにも分布するとされた。これはCoris pictaという別種とされているが、これをムスメベラの学名とする書籍もある。
サンゴ礁や岩礁の周辺の水深5-60mの水域に生息する。幼魚はホンソメワケベラに似ていて独特な泳ぎをまねる。またクリーニングも行う。

## 分類
従来本種の学名はCoris pictaとされていたが、この種はオーストラリア、ニュージーランド、サンゴ海にのみ見られる別種とされており、シノニムとされたCoris musumeが日本産の種の学名としては有効とされる。